# Brunswick Pro Bowling
Brunswick Pro Bowling är ett bowlingspel utvecklat av Point of View, Inc. och FarSight Studios och publicerat av 505 Games och Crave Entertainment. Spelet har många saker som är märkta med Brunswick till exempel bowlingklot. Spelet släpptes till Nintendo Wii, Playstation 2 och Playstation Portable den 21 september 2007 i Europa. En version till iOS släpptes i oktober 2009 med har blivit borttagen. FarSight Studios har utvecklat versioner av spelet till Playstation 3 och Xbox 360 som använder Playstation Move och Kinect. Dessa versioner av spelet släpptes den 8 april 2011. En version till Nintendo 3DS har släppts i Nordamerika.

## Gameplay
Spelet har ett Free Play Mode, som låter upp till fyra spelare möta varandra i en match. I karriärläget ska spelaren jobba sig upp från amatör till professionell bowlare. I karriärläget kan också upp till fyra spelare tävla mot varandra. PSP-versionen erbjuder trådlöst multiplayer.